# Hartford (Wisconsin)
Pour les articles homonymes, voir Hartford.
Hartford est une ville des comtés de Dodge et de Washington dans l’État du Wisconsin, aux États-Unis.